# Bom Sucesso (Paraná)
Bom Sucesso ist ein brasilianisches Munizip im Bundesstaat Paraná. Es hat 6.581 Einwohner (2022), die sich Bom-Sucessenser nennen. Seine Fläche beträgt 323 km². Es liegt 567 Meter über dem Meeresspiegel.

## Etymologie
Der Ursprung des heutigen Namens geht auf den erfolgreichen Verkauf von Grundstücken, die rasche Besiedlung und die unerwartete Entwicklung des Patrimoniums zurück, was zu dem Namen Bom Sucesso führte.

## Geschichte

### Besiedlung
Bom Sucesso gehört zu den Städten, die von der Companhia de Terras Norte do Paraná (heutige Companhia Melhoramentos Norte do Paraná) im Norte Novo von Paraná gegründet wurden. Wie in anderen Fällen startete Bom Sucesso mit der Bildung eines Landguts (portugiesisch: Patrimônio) und der Aufteilung des Landes in städtische und landwirtschaftliche Parzellen. 
Die Besiedlung des Ortes begann mit dem Verkauf von Grundstücken an Menschen aus den Bundesstaaten São Paulo und Minas Gerais. Die Fruchtbarkeit der Böden und der Anbau von Kaffee führte zu einem großen Zustrom von Siedlern. Das Patrimônio machte große Fortschritte und entwickelte sich bald zu einer Stadt.

### Erhebung zum Munizip
Bom Sucesso wurde durch das Staatsgesetz Nr. 253 vom 26. November 1954 in den Rang eines Munizips erhoben und am 15. November 1955 als Munizip installiert.

## Geografie

### Fläche und Lage
Bom Sucesso liegt auf dem Terceiro Planalto Paranaense (der Dritten oder Guarapuava-Hochebene von Paraná) auf 23° 42′ 36″ südlicher Breite und 51° 45′ 50″ westlicher Länge. Es hat eine Fläche von 323 km². Es liegt auf einer Höhe von 567 Metern.

### Vegetation
Das Biom von Bom Sucesso ist Mata Atlântica.

### Klima
In Bom Sucesso herrscht warm-gemäßigtes Klima. Die meiste Zeit im Jahr ist mit erheblichem Niederschlag zu rechnen. Selbst im trockensten Monat fällt eine Menge Regen. Die Klimaklassifikation nach Köppen und Geiger lautet Cfa. Es herrscht im Jahresdurchschnitt eine Temperatur von 21,6 °C. Innerhalb eines Jahres gibt es 1606 mm Niederschlag.

### Gewässer
Bom Sucesso liegt vollständig im Einzugsgebiet des Ivaí. Der Rio Keller bildet die nördliche Grenze des Munizips. Im Süden wird es vom Ribeirão Cambará begrenzt. Etwa fünf Kilometer nördlich der Ortsmitte entspringt der Ribeirão Barbacena und zehn Kilometer westlich der Ribeirão Mariza.

### Straßen
Bom Sucesso liegt an der BR-369, die in Jandaia do Sul auf die Rodovia do Café trifft und im Süden nach São Pedro do Ivaí führt. Nach Westen führt die PR-546 zur PR-317, die Maringá mit Campo Mourão verbindet.

### Nachbarmunizipien
|                   | Marialva und Mandaguari                     | Jandaia do Sul |
| Itambé            | Kompassrose, die auf Nachbargemeinden zeigt | Marumbi        |
| São Pedro do Ivaí |                                             |                |

## Stadtverwaltung
Bürgermeister: Raimundo Severiano de Almeida Junior, PSDB (2021–2024)
Vizebürgermeister: Jose Roberto da Silva (Beia), Cidadania (2021–2024)

## Demografie

### Bevölkerungsentwicklung
| Jahr | Einwohner | Stadt | Land |
| ---- | --------- | ----- | ---- |
| 1970 | 16.045    | 19 %  | 81 % |
| 1980 | 9.408     | 37 %  | 63 % |
| 1991 | 7.116     | 64 %  | 36 % |
| 2000 | 6.173     | 77 %  | 23 % |
| 2010 | 6.561     | 81 %  | 19 % |
| 2022 | 6.581     |       |      |

Quelle: IBGE (2011) und Volkszählung 2022

### Ethnische Zusammensetzung
| Gruppe *    | 1991    | 2000    | 2010    | wer sich als …                                                                   |
| ----------- | ------- | ------- | ------- | -------------------------------------------------------------------------------- |
| Weiße       | 51,7 %  | 56,0 %  | 50,0 %  | weiß bezeichnet                                                                  |
| Schwarze    | 3,0 %   | 9,3 %   | 5,1 %   | schwarz bezeichnet                                                               |
| Gelbe       | 0,3 %   | 0,4 %   | 0,4 %   | von fernöstlicher Herkunft wie japanisch, chinesisch, koreanisch etc. bezeichnet |
| Braune      | 44,8 %  | 34,2 %  | 44,5 %  | braun oder als Mischung aus mehreren Gruppen bezeichnet                          |
| Indigene    | 0,2 %   | 0,0 %   | 0,0 %   | Ureinwohner oder Indio bezeichnet                                                |
| ohne Angabe | 0,0 %   | 0,0 %   | 0,0 %   |                                                                                  |
| Gesamt      | 100,0 % | 100,0 % | 100,0 % |                                                                                  |

*) Das IBGE verwendet für Volkszählungen ausschließlich diese fünf Gruppen. Es verzichtet bewusst auf Erläuterungen. Die Zugehörigkeit wird vom Einwohner selbst festgelegt.
Quelle: IBGE (Stand: 1991, 2000 und 2010)